# Matija Prelog
Matija Prelog, narodni buditelj, slovenski zdravnik, politik, časnikar, publicist, * 27. september 1813, Hrastje, † 27. januar 1872, Maribor.
Matija Prelog se je rodil 27. septembra 1813 kmečkim staršem v Hrastju pod Kapelo (po izgradnji tamkajšnje železnice leta 1890 nosi naselje ime Hrastje-Mota), danes občina Radenci. Leta 1821 je začel obiskovati ljudsko šolo v Križevcih in jo 1822 nadaljeval pri Kapeli. Osnovno šolo je obiskoval sicer še v Radgoni, Cmureku in Gradcu. V rani mladosti ni kazal posebnega veselja za šole in ga je bolj veselila vloga pastirja, a se vse spremeni, ko resneje zboli. Po tej življenjski izkušnji je prosil mater, da očeta pregovori, da se ga pošlje v »latinske šole«. Po priporočilu nekega očetovega znanca, trgovca z vinom, gre v šole v Gradec. A kljub vsem naporom Prelog ne uspe prestopiti v latinsko šolo, saj je bil s 14 leti za začetek uka po tedanjih graških šolskih merilih prestar. Rešitev je videl v gimnaziji v Varaždinu, ki jo je leta 1833 kot dvajsetletnik končal s prav dobrim uspehom. V Varaždinu je pomagal Stanku Vrazu z zbiranjem narodnega blaga iz domačega kraja.
Na veselje domačih se je sprva vpisal na študij bogoslovja, a se kmalu odločil, da bo sledil svojim mladostnim sanjam postati zdravnik. Leta 1835 je tako postal študent medicine na Dunaju. Leta 1841 je zaključil študij in postal zdravnik. Na Dunaju je odprl svojo zdravniško prakso ter delal v bolnišnici. Leta 1842 se je zaradi pomanjkanja zasebnih pacientov odločil, da se preseli  v Ljutomer in tam nadaljuje z zdravniško prakso. V Ljutomeru je bil tekmec zdravniku Rošiču, ki je proti Prelogu ščuval nemščutarske tržane in sprožal razne klevete.
Leta 1844 se je Prelog poročil z gospodično Grossinger; v prvih letih zakona so se jima rodili otroci Gabriela (1845), Viktor (1846) in Friderik (1847). Družil se je z ljutomersko družbeno elito kar ga je skupaj s tlečimi lokalnimi nacionalnimi antagonizmi kmalu domala potisnilo na mesto slovenskega političnega prvaka Murskega polja. Njegova družba sta bila med drugimi duhovnika, narodna buditelja Davorin Trstenjak in Mihael Jaklin ter ljutomerski mecen, intelektualec in politik Ivan Gottweiss. Gottweis je prirejal v Ljutomeru gledališke predstave v nemškem jeziku v katerih je Prelog nastopal in jih tudi režiral. 
Revolucionarno leto 1848 je prineslo majske volitve v frankfurtski parlament, v katerem pa je velika večina slovenskih narodnih buditeljev videla predvsem velikonemški projekt. Matija Prelog bi naj bil s svojim vplivom eden najzaslužnejših, da so volilni možje ptujskega okraja odklonili izvolitev poslanca, ki bi odšel v parlament v Frankfurt na Majni. S tem si je nakopal srd vplivnih Nemcev od Ljutomera do Ptuja. 
28. avgusta v revolucionarnem letu 1848 pred njegovo hišo v Ljutomeru nemškutarji fizično napadejo slovenske dijake iz Križevcev, ki ga pridejo kot svojega narodnega vodjo pozdraviti s slovensko zastavo. Naščuvana drhal vdre tudi v Prelogovo hišo, da bi obračunala tudi z njim. Sam se reši z begom skozi okno in se v Ljutomer nikoli več ne vrne.
29. avgusta 1848 se naseli v Veržeju. Med Veržejci je bil zdravnik dobro leto, saj se je 8. oktobra 1849 preselil v Maribor. Vse do konca Bachovega absolutizma, leta 1859, ni zaznati njegovega narodnega javnega delovanja. Prelog je bil sicer leta 1848 eden izmed 255 ustanovnikov, posameznikov, ki so finančno podprli izgradnjo mariborske gledališke stavbe na odru katere pa vse do leta 1919 ni bilo prostora za slovenske igre in besedo.
A velika narodnobuditeljska dejanja pri katerih je sodeloval ali pa je bil njihov glavni akter si po tem obdobju kar sledijo. 17. julija 1861 ga najdemo med ustanovitelji in odborniki (kasneje je tudi njen predsednik) Slovanske čitalnice v Mariboru. Leta 1864 izda prirejen prevod Hufelandove »Makrobiotike«, ki ga postavlja med pionirje slovenske medicinske publicistike k Bleiweisu na Kranjskem in Robidi na Koroškem. 
Medtem, ko so Nemci že leta 1852 zgradili svojo gledališko stavbo na današnjem Slomškovem trgu, so Slovenci začenjali s prvimi gledališkimi igrami v mariborski čitalnici. Karel Verstovšek je zatrjeval, da bi mu morali priznati mesto prvega in največjega pospeševalca slovenskega gledališča na  Štajerskem, še posebej pa izpostavlja njegove nastope v čitalniških komičnih vlogah, kjer mu naj ne bi bilo para. Prva slovenska predstava v Mariboru bi naj bila odigrana na občnem zboru Slovanske čitalnice, 22. januarja 1865. Šlo je za enodejanko »Domači prepir« (Der haüsliche Zwist) komediografa Augusta Kotzebueja, ki jo je prevedel Jakob Zabukovec, v njej pa bi naj eno od treh vlog najverjetneje odigral tudi Prelog. 26. marca 1865 je doživela premiero še burka in narodna agitka Miroslava Vilharja v Prelogovi režiji »Župan«. Sam je prirejal igre za čitalnične prireditve, tako je prevedel in izdal igri Črni Peter (1866) in Zakonska sol (1867). Organizira tudi čitalniške izlete v mariborsko okolico – Kungoto, Jarenino, Šentilj, Fram, Slivnico, Limbuš, Ruše, Lovrenc na Pohorju… Izleti so združevali prijetno s koristnim -  tako je na primer ob priliki čitalniškega izleta v Jarenini Prelog razdelil 40 Razlagovih pesmaric. 
Sodeloval je pri ustanovitvi Slovenske matice leta 1864 ter pri redakciji mariborskega programa.
Politično najvažnejše Prelogovo delo je brez dvoma ustanovitev časopisa Slovenski gospodar, leta 1867 s katero je uresničil želje rodoljubov na slovenskem Štajerskem. 
16. januarja 1867 so štajerski narodni buditelji nameravali na čitalniški »Slomškovi besedi« v mariborski čitalnici nadaljevati s pripravami na izdajo novega časopisa, ki so mu mesec dni prej na sestanku v Celju že začrtali prve poteze in izbrali ime. A je zbrane presenetil Prelog, ki je v čitalnico prinesel že natisnjeno prvo številko časopisa. 
21. januarja 1867 je bil izvoljen za poslanca v štajerski deželni zbor. 
25. junija 1868 v Slovenskem gospodarju se Prelog v imenu začasnega odbora  podpiše pod poziv na »Slovenski tabor (ljudski zbor – Meeting)« kot je naslovljen članek in ki poziva k organizaciji velike javne manifestacije - tabora, na katerem bi štajerski Slovenci javno predstavili svoje narodnostne zahteve v sedmih točkah glede povečanja slovenskega zastopstva v deželnem zboru, ustanovitve slovenskega urada za Štajersko ter enakopravnosti slovenskega jezika v uradih in šolah. Organizacija prvega tabora hitro steče in že 9. avgusta 1868 se ta zgodi v Ljutomeru. Tabori so se kmalu razširili na vse slovenske dežele – Štajersko, Kranjsko, Koroško, Goriško, Istro, Trst. S tabori je ideja Zedinjene Slovenije in s tem slovenstva na sploh prodrla med najširše množice v naših deželah, saj je dosegla tudi branja in pisanje neuko kmetstvo (takih je bilo v tem času več kot polovica). Sam je nastopil na prvem ljutomerskem taboru, kakor tudi na taboru 19. junija 1870, nedaleč od svojega rojstnega kraja pri Kapeli (zgodil se je na prostoru Nove slatine, na mestu današnjega hotela Radin v Radencih), ki mu je tudi predsedoval.
V svojem poslanskem mandatu 1867-1870 kjer je zastopal ormoško-ljutomersko-gornjeradgonski okraj je v govorih in interpelacijah terjal jezikovno enakopravnost Slovencev z Nemci. Med drugim je podal pobudo, da se prostori in posestva za novo deželno vinorejsko šolo v Mariboru zaradi ugodne lege kupijo na Račjem dvoru in se zavzemal za slovenski učni jezik na tej šoli. Potegoval se je za regulacijo Mure, Drave in Pesnice, ki so poplavljale ter kmetom uničevale letino.
Decembra 1868 je resneje zbolel, a kmalu okreval, toda zdravstvene težave postanejo njegova stalnica.
1. julija 1871 je prodal Slovenskega gospodarja Katoliškemu tiskovnemu društvu in s št. 34. dne 24. avgusta istega leta odstopil kot urednik.
Do svoje smrti je bil blagajnik odbora za Slomškov spomenik, med prvimi, ki so poizkušali leta 1868 ustanoviti mariborsko posojilnico ter 1871 med ustanovitelji mariborskega Katoliškega tiskovnega društva. 
Ob vsem ostalem delu je zbiral anekdote z namenom izdaje (400 bi jih naj bilo), izpod njegovega peresa pa bi naj pred smrtjo nastajal tudi izvirni roman »Šuntar«. V njegovi zapuščini se je resnično našlo 272 anekdot, omenjeni roman pa ne.
27. januarja 1872 je umrl za vnetjem potrebušnice doma, na naslovu Graško predmestje št. 2 (danes Trg svobode) v Mariboru. Njegov sotrudnik Davorin Trstenjak je ob njegovi smrti zapisal: »Vreden je, da se mu na grobu postavi dostojen spominek, in prosimo slavno uredništvo ,Slovenskega Gospodarja', naj pozove darežljive rodoljube, da se uživotvori naša upravičena želja.«
Danes ni več najti njegovega groba, je pa njegovo ime »in memoriam« na spominsko obeležje zapisalo Zdravniško društvo Maribor na pobreškem pokopališču v Mariboru.